# Франк, Роберт
Роберт Франк (англ. Robert Frank; 9 ноября 1924, Цюрих — 9 сентября 2019, Инвернесс, Новая Шотландия, Канада) — американо-швейцарский фотограф, кинорежиссёр и оператор, один из крупнейших фотографов второй половины XX века, мастер документальной фотографии.

## Жизнь и творчество
Роберт Франк родился в еврейской семье — его отец был германским архитектором, мать — гражданкой Швейцарии. Вместе с отцом и братом был в 1935 году как еврей лишён германского гражданства. В 1945 году получил гражданство Швейцарии.
Окончив гимназию в Цюрихе, в 1941—1942 годах изучал там же искусство фотографии и графики. Работал в фото- и киностудиях Цюриха и Женевы.
В 23 года уехал в Нью-Йорк, где ненадолго устроился в журнал Harper’s Bazaar.
В 1948—1954 годах много ездил по миру, выполняя фотозаказы для прессы — в Испании, Италии, Боливии, Перу, Франции, Великобритании. Познакомился с такими мастерами фотографии, как Уокер Эванс, Эдвард Стейхен, Эрвитт Эллиотт. В этот период Франк работал для журналов «Look», «Life», «Vogue» и других.
В 1953 году Р. Франк, совместно с Эдвардом Стейхеном, подготовил в Нью-Йорке для Музея современного искусства большую выставку «Послевоенные европейские фотографы». В 1955 году получил стипендию Фонда Гуггенхайма, которая дала ему возможность предпринять большую поездку на автомобиле через США с фотоаппаратом «Лейка». В ходе этого путешествия в 1957 году он сделал около 28 тысяч фотоснимков, 83 из которых вошли в книгу Франка «Американцы» (англ. The Americans).
Фотографа также увлекала видеосъемка. В 1959 году он снял первый фильм «Погадай на ромашке», затем картины «Грех Иисуса», «Я и мой брат», «Разговоры в Вермонте». Картина, снятая Франком во время гастрольного тура The Rolling Stones в 1972 году, привела музыкантов в ужас. В фильме демонстрировались бесчисленные эксперименты музыкантов с алкоголем, наркотиками, беспорядочный секс с поклонницами. Группа обратилась в суд, чтобы запретить Франку выпускать фильм.
Франк практически оставил занятия фотографией. Одним из немногочисленных исключений стала книга «Линии на моей руке», изданная в 1972 году.
В 1974 году дочь Франка Андреа погибла в авиакатастрофе, а в 1994 году покончил с собой его сын Пабло, страдающий шизофренией. После этого Франк жил отшельником в Новой Шотландии со второй женой, художницей Джун Лиф.

## Книга «Американцы»

### История создания и концепция
«Американцы» — одна из наиболее влиятельных и авторитетных фотографических книг XX века, классический образец документальной фотографии, сформировавшая новый тип фотографического видения и ставшая каноническим произведением поколения битников.
Впервые книга была опубликована во Франции в 1958 году в издательстве Роберта Дельпира. В этом издании на первом плане были тексты — цитаты из книги Алексиса де Токвиля Демократия в Америке, тексты Симоны де Бовуар, Генри Миллера и Джона Стейнбека, а фотографии Франка служили иллюстрациями к ним.
Предисловие к американскому изданию, вышедшему в 1959 году, было написано поэтом и писателем Джеком Керуаком, с которым фотограф познакомился во время своих странствий по дорогам Америки. Книга поддержала устремления, близкие идеологии битников и обнаружила целый ряд смысловых пересечений с романом Керуака «В дороге» (1957). Нонконформизм, обозначенный в романе и ставший одним из ориентиров философии битников, был положен в основу «Американцев».
Стратегия, совмещающая концепцию фотографии и путешествия, стала одной из центральных тем второй половины XX века — отражение этих идей можно обнаружить в текстах Сьюзан Зонтаг, фотографиях Уильяма Эгглстона и Стивена Шора и в фильмах и фотографиях Вима Вендерса.
Нарушение изобразительных и социальных норм, преодоление привычных художественных стандартов (например, искажение фокусного баланса переднего и заднего планов) стали иконографической и смысловой основой «Американцев». Фотографический почерк «Американцев» оказал заметное влияние на многих фотографов середины и второй половины XX века, в частности — на Ли Фридлендера, Диану Арбус, Антона Корбайна и др. Фактически, появление «Американцев» привело к изменению статуса документальной фотографии и способствовало её признанию как художественного феномена
На момент публикации, однако, фотографии были прохладно оценены критиками и с точки зрения техники исполнения, и с точки зрения демонстрируемого настроения. Автора обвиняли в ненависти к Америке.
«Американцев» часто сравнивают с проектом Уолкера Эванса «Американские фотографии» (The American Photographs), реализованного при поддержке Администрации по защите фермерских хозяйств и показанного в 1938 году в Музее современного искусства в Нью-Йорке. Стремясь подчеркнуть близость проектов, при издании книги Франк использовал сходный формат и сходные принципы оформления обложки.

«Странное чувство в Америке, когда солнце печет на улицах и едва слышна музыка — то ли из музыкального автомата, то ли на ближайших похоронах — это чувство Роберт Франк ухватил в своих фотографиях, сделанных во время его путешествия через сорок восемь штатов на подержанном автомобите…»— Керуак Д., «Роберт Франк. Американцы»

### Издания и переиздания
- Paris: Delpire, 1958. На французском языке. Включала тексты Симоны де Бовуар, Генри Миллера, Алексиса де Токвиля и Джона Стейнбека об истории и политике Америки.
- New York: Grove Press, 1959. Предисловие Джека Керуака.
- New York: Aperture; Museum of Modern Art, 1969. Дополненое издание с предисловием Джека Керуака, введением самого Франка и кратким представлением его фильмов.
- Göttingen: Steidl, 2008. ISBN 978-3-86521-584-0. Переиздание, приуроченое к 50-летней годовщине первой публикации. В отличае от предыдущих версий книга вышла с необрезанными фотографиями.

## Книги Роберта Франка
- The Lines of my Hand. New York: Pantheon. ISBN 978-0-394-55255-2.
- Flamingo. Göteborg. Sweden: Hasselblad Center, 1997. ISBN 978-3-931141-55-4.
- London/Wales. Zurich; New York: Scalo, 2003. ISBN 978-3-908247-67-8.
- Come Again. Göttingen: Steidl, 2006. ISBN 978-3-86521-261-0.
- Paris. Göttingen: Steidl, 2006. ISBN 978-3-86521-524-6.
- Peru. Göttingen: Steidl, 2006. ISBN 978-3-86521-692-2.
- Zero Mostel Reads a Book. Göttingen: Steidl, 2006. ISBN 978-3-86521-586-4.
- Pangnirtung. Göttingen: Steidl, 2011. ISBN 978-3-86930-198-3.
- Pull My Daisy. Göttingen: Steidl, 2011. ISBN 978-3-86521-673-1.
- Ferne Nähe: Hommage für Robert Walser. Bern: Robert Walser-Zentrum, 2012. ISBN 978-3-9523586-2-7.

## Избранные фильмы Роберта Франка
- «Погадай на ромашке» (Pull My Daisy) 1959
- «Грех Иисуса» (The sin of Jesus) 1961
- «Я и мой брат» (Me and my brother) 1965/68
- «Разговоры в Вермонте» (Conversations in Vermont) 1969
- «Про меня, мюзикл» (About me, a musicle) 1971
- Cocksucker Blues[англ.] 1972
- «Эта песня для Джека» (This song for Jack) 1983
- «Сахарная гора» (англ. Candy Mountain) 1988
- «Охотник» (Hunter) 1989
- «Один час» (One hour) 1990.

## Избранные выставки
- Looking In: Robert Frank’s The Americans. Выставка в Музее Метрополитен, Нью-Йорк к 50-летию выхода книги Американцы
- 2012, Роберт Франк, Фотографии из коллекции Музея фотографии города Винтертур и Швейцарского фотографического фонда[21], Мультимедиа Арт Музей, Москва.